# Dublin Murders
Dublin Murders ist eine achtteilige irisch-britische Krimiserie nach den Romanen Grabesgrün und Totengleich der Dublin-Murder-Squad-Reihe von Tana French. Die Serie wurde von RTÉ und BBC produziert, das Drehbuch stammt von Sarah Phelps. Die Dreharbeiten fanden von 2018 bis Februar 2019 in Irland statt. Die Ausstrahlung in Amerika und Kanada erfolgt auf Starz. In Deutschland, Frankreich, Italien und Spanien wird die Serie über Starzplay zur Verfügung stehen. Anfang Juli 2019 wurde der erste offizielle Teaser-Trailer veröffentlicht.

## Handlung
Im ersten Fall wird in einem Wald außerhalb von Dublin, der irischen Hauptstadt, die Leiche eines jungen Mädchens in einer Ausgrabungsstätte gefunden. Die beiden Detectives Rob Reilly und Cassie Maddox übernehmen die Ermittlungen, wobei Rob von seiner eigenen Vergangenheit eingeholt wird. Im zweiten Fall ermittelt Cassie Maddox in einem Undercover-Einsatz, um den Tod einer jungen Studentin aufzuklären.